# Atrophothele socotrana
Atrophothele socotrana là một loài nhện trong họ Barychelidae. Loài này phân bố ờ Socotra.